# غريغ دولينج
غريغ دولينج (بالإنجليزية: Greg Dowling)‏ هو لاعب دوري الرغبي أسترالي، ولد في 5 يناير 1959 في تاونسفيل في أستراليا.